# Carnot (stație de premetrou din Antwerpen)
Carnot (în neerlandeză Premetrostation Carnot) este o stație fantomă a premetroului din Antwerpen, care face parte din rețeaua de tramvai din Antwerpen. Stația este situată în estul orașului, sub strada Carnotstraat, la intersecția cu Kerkstraat și Provinciestraat. Carnot este o stație fantomă în adevăratul sens al expresiei, deoarece prin ea circulă tramvaie, dar acestea nu opresc. Lucrările de construcție a stației au început pe 16 ianuarie 1978, dar au fost suspendate în 1982.

## Caracteristici
Stația este construită după același model ca și alte stații ale tunelului Reuzenpijp. La nivelul -1 se află sala pentru bilete, la nivelul -2 este peronul spre centrul orașului, iar peronul spre ieșirea din oraș se găsește la nivelul -3, la 25 de metri adâncime față de suprafață. Peroanele au 60 de metri lungime fiecare.
Stația Carnot era prevăzută a fi deservită de liniile de tramvai care circulă la suprafață, pe Carnotstraat: 10, 24, plus o linie (fosta linie 3) care ar fi mers pe sub strada Kerkstraat până în stația de premetrou Schijnpoort. Ținând cont de distanța scurtă de la Carnot la stația Astrid, Planul Pegasus nu a prevăzut și deschiderea pentru pasageri a Carnot odată cu darea în exploatare a tunelului. 

## Planuri de viitor
Începând de sâmbătă, 18 aprilie 2015, tunelul Reuzenpijp a fost pus în exploatare și este deservit de tramvaiele liniei 8, care circulă prin stația Carnot fără să oprească, dar încetinind în timp ce o traversează. Stația este desemnată ca ieșire de urgență în cadrul proiectului LIVAN I (LIVAN I RVP 2).
De Lijn a programat darea în exploatare a stației Carnot în 2020.

## Imagini

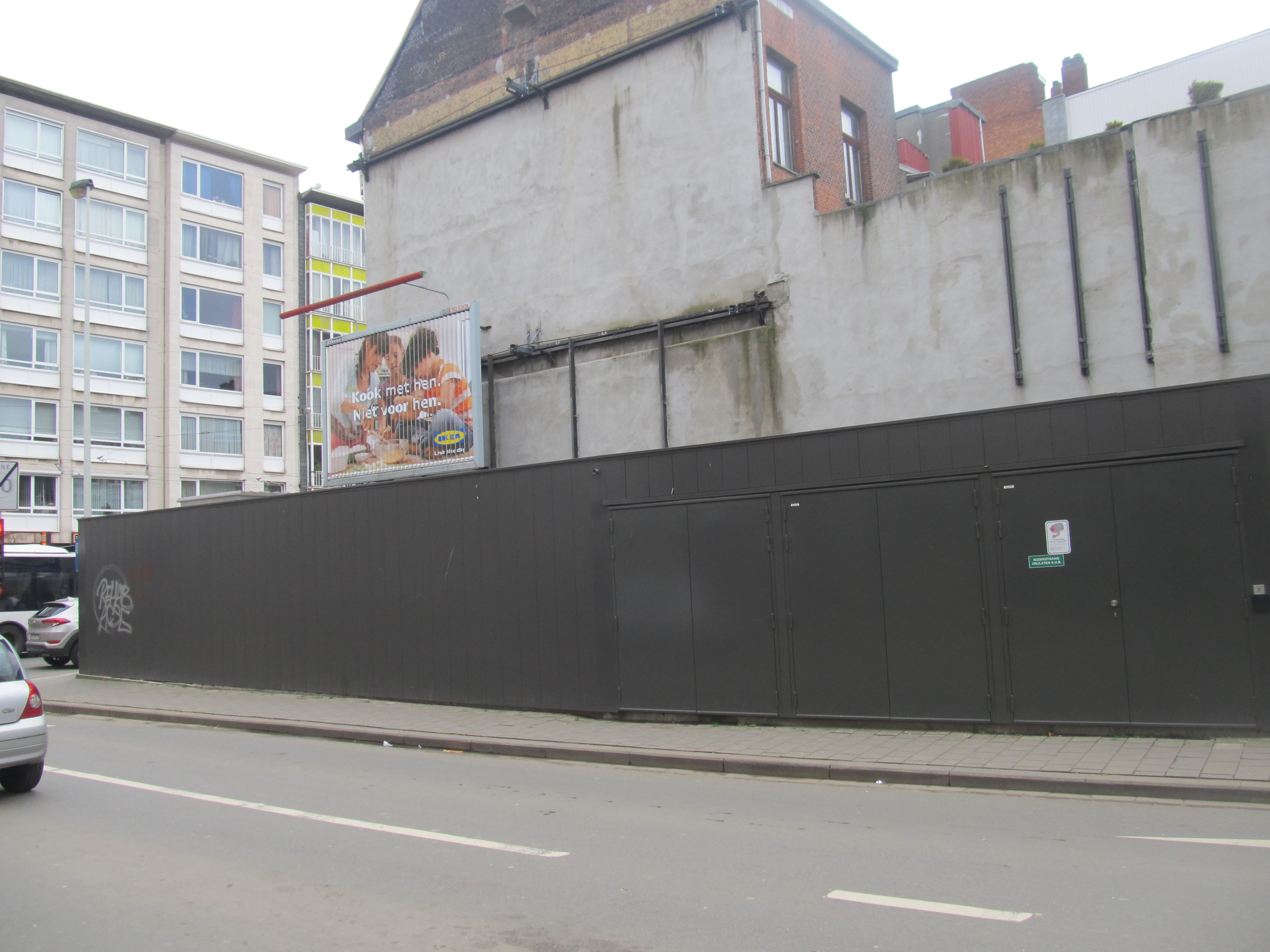
Intrarea în stație se află în spatele gardului instalat de De Lijn